# Színváltó gereben
A színváltó gereben (Bankera fuligineoalba) a Bankeraceae családba tartozó, Eurázsiában és Észak-Amerikában honos, lucfenyő alatt élő, nem ehető gombafaj.

## Megjelenése

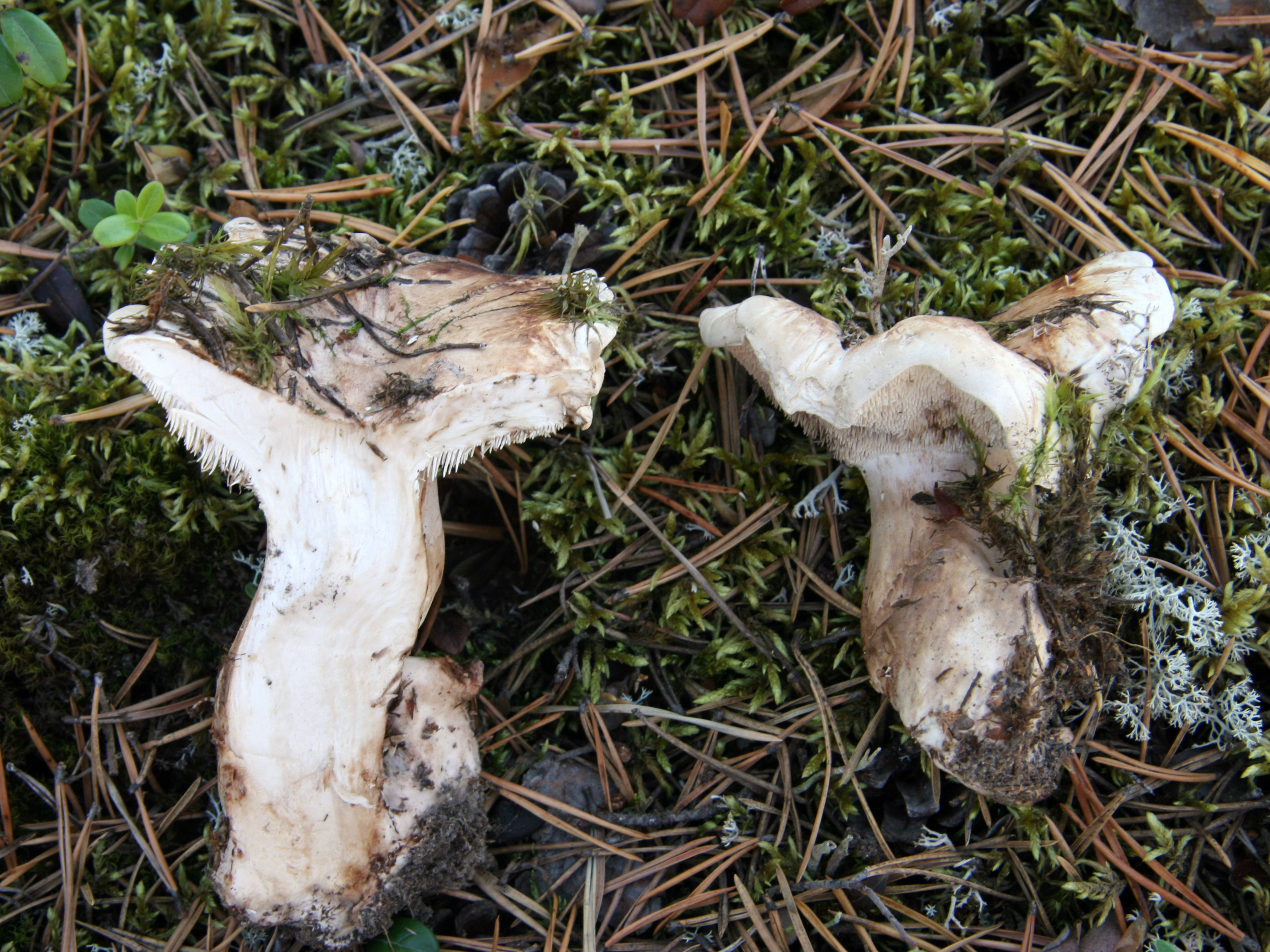

A színváltó gereben termőtestének kalaprésze 4-8 (10) cm széles, alakja középen bemélyedő. Széle begöngyölt. Felszíne bársonyos vagy csupasz. Színe fiatalon majdnem fehér, majd világosbarna, rózsásbarna, a széle felé vöröses-barnásan zónázott. 
Húsa vastag, tömör, szívós; színe fehér. Szaga kellemetlen, íze nem jellegzetes.
Termőrétege tüskés. A tüskék rövidek, puhák, viszonylag ritkásak. Színük fehér, piszkosrózsaszín, sérülésre vörösödnek.  
Tönkje 1-6 cm magas és 0,8-2,5 cm vastag. Alakja lefelé vastagodó. Felszíne pikkelyes. Színe fehéres, esetleg kormos.
Spórapora fehér. Spórája szabálytalanul elliptikus vagy szögletes, szemölcsös, mérete 4,5-5,5 x 3,5-4,5 µm.

### Hasonló fajok
A szintén fenyvesekben élő lilás gerebennel téveszthető össze. 

## Elterjedése és termőhelye
Eurázsiában és Észak-Amerikában honos. 
Fenyvesekben él, sokszor homokos talajon. Néha boszorkánykört alkot. Nyár végén és ősszel terem. 
Nem ehető. 